# Протекционизъм
Протекционизмът (на латински: protectio, предпазване) е икономическа политика по ограничаване на външната търговия на дадена страна, чрез такива методи като: високи тарифни ставки на вносните стоки, ограничителни квоти, разнообразни правителствени регулации за намаляване на вноса и антидъмпингови закони, с цел защита на националната индустрия от чуждестранна конкуренция или нахлуване. Протекционизмът е противоположен на свободната търговия, при която не се установяват изкуствени бариери на навлизане пред вноса.
Терминът най-често се използва в икономически контекст, в който протекционизмът се отнася до политики или доктрини, които защитават бизнеса и минималните работни заплати чрез ограничаване и регулиране на търговията между различните държави:
1. Субсидии – за защита на съществуващия бизнес от рискове от промяната, например такива свързани с работната ръка, суровините и материалите и други.
2. Защитни тарифи – за да се увеличат цените на стоките на чуждестранните конкуренти и така те да се изравнят или да превишат цените на стоките на местните производители.
3. Квоти – за да се предотврати дъмпинга на по-евтини чужди стоки, които биха залели пазара.
4. Намаляване на данъчната тежест – облекчаване на социалната и икономическа цена, която плащат производителите.
5. Държавна намеса – употреба на държавна власт, за да се подпомогнат икономическите субекти.
6. Ограничения върху търговията.

Протекционизмът често се асоциира с икономически теории като меркантилизма, вярата в ползата от положителен външнотърговски баланс и замените във вноса.